# Koto Baru (Sungai Tarab)
Koto Baru is een bestuurslaag in het regentschap Tanah Datar van de provincie West-Sumatra, Indonesië. Koto Baru telt 1033 inwoners (volkstelling 2010).